# Kilke van Buren
Kilke van Buren (Tiel, 2 mei 1986) is een Nederlandse actrice, zangeres, voice-over en coach.

## Leven en werk
Kilke van Buren is in 2008 cum laude afgestudeerd aan de Muziektheateracademie van het Rotterdams Conservatorium (dans, zang en acteren). In 2009 behaalde zij een mastergraad aan de Postgraduate Musical Theatre Course van de Mountview Academy of Theatre Arts in Londen. Daarna volgde zij masterclasses aan de Associated Studios, de Royal Academy of Music en Guildford School of Acting. Ze behaalde een Advanced English Language Certificate aan de Universiteit van Cambridge.
In Nederland werkt zij als Kilke van Buren, in Engeland onder haar artiestennaam Kilke John - een hommage aan haar in 2012 overleden vader John van Buren.
Van Buren speelde onder meer in de volgende toneelstukken.
- 2010 London Palladium, Crazy for you: Ensemble
- 2011 Union Theatre, Pages: Dr Nicoll
- 2012 Phoenix ArtsTheatre, Is anything broken?: Maya
- 2012 King’s Head Theatre, A Christmas Carol: Ghost of Christmas Past
- 2013 Bedworth Civic Theatre, Dick Whittington: Alice Fitzwarren
- 2013 Illyria, The Mikado: Swing
- 2015 Opus Theatre Company, Beside the Seaside: Florrie
- 2015 UK Tour - R&J Productions, Satin 'n' steel: Teena White
- 2017 Park Theatre Finsbury Park, Forces' sweetheart: Leann Johnson
- 2018 Jermyn Street Theatre, Woody Allen-ish: Lead Vocalist
- 2019 Royal Caribbean, Mamma Mia: Tanya
- 2020 NCL, Priscilla, queen of the desert: Onstage Swing
- 2021 Stage Entertainment, The sound of music: Understudy Barones Elsa and Mother Superior,
- 2022 Flying Rabbit Productions, Savoy! Everybody's doing it: Tangolita
- 2023 Friso Theater, De tocht: Boukje[3]

Als drietalige artiest heeft zij voice-overs gedaan voor onder andere Shell, Sony, Apple, Land Rover, Hewlett-Packard, BlackBerry, Kellogg's K, Axe, PlayStation, Sensodyne, Head & Shoulders en ASDA. Voorts is ze betrokken bij PR-activiteiten voor onder andere Guinness World Records.